# USS Flusser (DD-368)
DD 368 Flusser (Корабль соединённых штатов Флузер) — американский эсминец типа «Мэхэн».
Заложен на верфи Federal Shipbuilding 4 июня 1934 года. Спущен 28 сентября 1935 года, вступил в строй 1 октября 1936 года.
Выведен в резерв 16 декабря 1945 года. Из состава ВМС США исключён 7 апреля 1947 года.
Продан 6 января 1948 года и разобран на слом.